# 北川徹哉
北川 徹哉（きたがわ てつや）は、日本の構造工学者。博士（工学）（東京大学）。
法政大学人間環境学部教授。日本風工学会研究奨励賞、構造工学シンポジウム論文賞受賞。

## 略歴
1996年に東京大学大学院工学系研究科を中退した後、1998年に博士号を取得。2003年より、名古屋大学理工科学総合研究センター助教授を務め、翌年から名古屋大学エコトピア科学研究機構助教授となる。2007年に准教授として法政大学に着任し、2013年から同大学人間環境学部教授。

## 所属学会
- 日本気象学会
- 日本生気象学会
- 日本金融・証券計量・工学学会
- 日本鋼構造協会
- 日本風工学会
- 日本機械学会
- 土木学会

## 受賞歴
- 土木学会『土木学会論文奨励賞』受賞
- 日本風工学会『日本風工学会研究奨励賞』受賞
- International Association for Wind Engineering『IAWE Junior Award』受賞
- 土木学会『構造工学シンポジウム論文賞』受賞

## 専門分野
- 機械・電気電子・化学工学[2]
- 構造工学、地震工学構造工学・地震工学・維持管理工学[2]
- 環境・農学[2]